# Приднепровска низина
Приднепровска низина (на украински: Придніпровська низовина; на руски: Приднепровская низменность) е обширна низина в югозападната част на Източноевропейската равнина, разположена в централната част на Украйна, обхващаща предимно левият бряг на река Днепър.
Приднепровската низина фактически представлява широката до 120 km лява част от долината на река Днепър в нейното средно течение, състояща се от система от няколко надзаливни тераси. Ограничена е от Приднепровското възвишение на югозапад, Средноруското възвишение на североизток, Донецкото и Приазовското възвишение на югоизток. На северозапад се свързва с Полеската низина, а на юг – с Причерноморската низина. Дължина от северозапад на югоизток около 500 km, ширина до 120 km. Надморската ѝ височина варира от 50 до 160 m, максимална до 200 m. Изградена е основно от флувиоглациални и алувиално-езерни пясъци, глини, льосови и льосовидни наслаги. По югозападната ѝ периферия протича река Днепър, а самата низина е прорязана от множество нейни леви притоци – Трубеж, Супой, Сула, Псьол, Ворскла, Орел, Самара, Конка и др. Цялата низина е земеделски добре усвоена. В нея са разположени едни от най-големите украински градове: Запорожие, Днепропетровск, Кременчуг, Полтава, Павлоград и много други.